# Tremella globospora
Tremella globospora är en svampart som tillhör divisionen basidiesvampar, och som beskrevs av Derek Reid. Tremella globospora ingår i släktet Tremella, och familjen Tremellaceae. Arten är reproducerande i Sverige.